# Bota de Oro 1987-88
La Bota de Oro 1987-88 fue un premio entregado por la European Sports Magazines al futbolista que logró la mayor cantidad de goles en la temporada europea.
El ganador de este premio fue el jugador turco Tanju Çolak por haber conseguido 39 goles en la Superliga de Turquía. Çolak ganó la bota de oro cuando jugaba para el equipo Galatasaray SK.

## Resultados
| Posición | Futbolista     | Club               | Campeonato           | Goles |
| -------- | -------------- | ------------------ | -------------------- | ----- |
| 1        | Tanju Çolak    | Galatasaray SK     | Superliga de Turquía | 39    |
| 2        | John Eriksen   | Servette FC        | Super Liga Suiza     | 36    |
| 3        | Victor Pițurcă | Steaua de Bucarest | Liga I               | 34    |